# スイス時計の謎
『スイス時計の謎』（スイスどけいのなぞ）は、有栖川有栖による日本の中編推理小説。また、表題作を含む短編推理小説集。「作家アリスシリーズ」の国名シリーズの第7作目である。『名探偵傑作短篇集 火村英生篇』 (講談社文庫）にも収録されている。
2004年第4回本格ミステリ大賞（小説部門）候補作品、2004年版本格ミステリ・ベスト10第2位、2004年版本格ミステリこれがベストだ! 本格ミステリ10選、2011年『本格ミステリ・ベスト10』2012年版で発表された「2001-2010 新世紀 本格短編 オールベスト・ランキング」で第2位に選出される。

## あらすじ
火村に殺人の現場に呼び出されたアリスが見たのは、後頭部をガラス製の灰皿で殴られて殺害された真田山高校時代の同級生・村越だった。村越は当日、高校のサークル「社会思想研究会」の仲間たちと2年に1度開いていた同窓会「リユニオン」に出席する予定だった。殺害現場では絨毯からガラスの破片が検出され、掃除機を使った者がいると秘書が証言したことから、犯人が腕時計のガラスの破片の痕跡を消去しようとしたものと思われた。そして、村越の遺体から、「リユニオン」のメンバーがおそろいで着用しているスイス製の腕時計「ディプテロス」が消失していた。さらに秘書は、村越が「高校時代の友人に不純な相談にのってもらっている」と話していたと証言する。
火村は、犯人が村越と格闘した際に犯人の腕時計のガラスが割れたため、村越の腕時計を着用して「リユニオン」に参加したと推理する。そして、村越以外の5人のメンバーの中から、論理的な推理で犯人を追い詰める。

## 登場人物
火村 英生（ひむら ひでお）
犯罪臨床学者。英都大学社会学部助教授。専門は犯罪学。フィールドワークと称して、実際の犯罪捜査にも加わる。
有栖川 有栖（ありすがわ ありす）
34歳。推理作家。通称アリス。火村とは友人。助手という名目で幾度か捜査に関わっている。
船曳（ふなびき）
大阪府警の警部。はげ頭・太鼓腹で、部下たちからひそかに「海坊主」と呼ばれている。
鮫山（さめやま）
大阪府警の警部補。銀縁眼鏡をかけた学者らしい風貌をしている。
村越 啓（むらこし けい）
村越経営企画研究所の社長。アリスの高校2年時の同級生。高校時代、社会思想研究会に所属。
安田 和歌奈（やすだ わかな）
村越の秘書で恋人。
三隅 和樹（みすみ かずき）
東亜総合研究所起業ソリューション事業部主任研究員。アリスの高校の同窓生。高校時代、社会思想研究会に所属。
倉木 龍紀（くらき たつのり）
京阪奈大学極微科学技術センター助教授。アリスの高校の同窓生。高校時代、社会思想研究会に所属。
神坂 映一（かみさか えいいち）
神坂建設設計事務所代表。アリスの高校1年時の同級生。高校時代、社会思想研究会に所属。
野毛 耕司（のげ こうじ）
元参議院議員秘書。バイオメトリクス関連のヴェンチャー企業を興そうとしている。アリスの高校3年時の同級生。高校時代、社会思想研究会に所属。
高山 不二雄（たかやま ふじお）
帝冠物産生活産業事業部企画開発室課長。アリスの高校の同窓生。高校時代、社会思想研究会に所属。

## 書誌情報

### スイス時計の謎
- 2003年5月、講談社ノベルス、ISBN 4-06-182316-7
- 2006年5月、講談社文庫、ISBN 4-06-275387-1

収録作品
あるYの悲劇
初出：講談社文庫『「Y」の悲劇』（2000年7月）に書き下ろし
女彫刻家の首
初出：『小説NON』1998年11月増刊号
シャイロックの密室
初出：『小説NON』2001年5月号
スイス時計の謎
初出：『小説現代』2003年5月増刊号『メフィスト』

### 名探偵傑作短篇集 火村英生篇
- 2017年8月、講談社文庫、ISBN 4-06-293738-7

収録作品
赤い稲妻
『ロシア紅茶の謎』（1994年7月  講談社ノベルス  / 1997年7月 講談社文庫 / 2012年12月 角川ビーンズ文庫）に収録
ブラジル蝶の謎
『ブラジル蝶の謎』（1996年5月 講談社ノベルス / 1999年5月 講談社文庫）に収録
ジャバウォッキー
『英国庭園の謎』（1997年6月 講談社ノベルス / 2000年6月 講談社文庫）、『臨床犯罪学者・火村英生の推理 暗号の研究』（2014年2月 角川ビーンズ文庫）に収録
猫と雨と助教授と
『ペルシャ猫の謎』（1999年5月 講談社ノベルス / 2002年6月 講談社文庫）に収録
スイス時計の謎
『スイス時計の謎』に収録（前出）
助教授の身代金
『モロッコ水晶の謎』（2005年3月 講談社ノベルス / 2008年3月 講談社文庫）に収録

## ドラマCD
2011年2月24日に、モモグレよりドラマCD『スイス時計の謎』が発売された。
- 火村英生 - 神谷浩史[3]
- 有栖川有栖 - 鈴村健一[3]
- 神坂映一 - 置鮎龍太郎[3]
- 三隅和樹 - 藤原啓治[3]
- 倉木龍記 - 関俊彦[3]
- 高山不二雄 - 小西克幸[3]
- 野毛耕司 - 三木眞一郎[3]
- 村越啓 - 三宅健太[3]
- 船曳 - 飯塚昭三[3]
- 鮫山 - 東地宏樹[3]
- イラスト：高野宮子[3]
- 作曲：漁場直太[3]
- 編曲：森正明[3]

## オーディオブック
2020年7月10日より、Audibleで配信された。ナレーターは三好翼。